# My World Tour
Die My World Tour war die erste Konzerttournee des kanadischen Sängers Justin Bieber. Die Tournee wurde am 16. März 2010, eine Woche vor der Veröffentlichung des Albums My World 2.0, angekündigt. Die Tournee hatte mehrere Abschnitte mit jeweils unterschiedlichen Vorgruppen wie Mindless Behavior, Sean Kingston und Jessica Jarrell in Nordamerika. Die Girlgroup The Stunners war außerdem bei den ersten 20 Konzerten dabei. Im zweiten Abschnitt der Tournee, welcher ebenfalls in Nordamerika stattfand, trat unter anderem Jasmine Villegas auf. Die Tournee spielte insgesamt $53.341.886 ein, davon $35,6 Mio. beim ersten Abschnitt der Tournee.
In einem Interview mit Houston Chronicle sagte Bieber: „Ich möchte zeigen, dass ich es liebe aufzutreten. Es werden ein paar coole Tricks dabei sein, einige elektronische Sachen, die bisher noch nicht gesehen wurden, natürlich“.

## Setliste
1. Love Me
2. Bigger
3. U Smile
4. Runaway Love
5. Never Let You Go
6. Favorite Girl
7. One Less Lonely Girl
8. Somebody to Love
9. Overboard
10. Never Say Never
11. Up
12. One Time
13. That Should Be Me
14. Wanna Be Startin' Somethin’ / Walk This Way (Medley)
15. Eenie Meenie
16. Down to Earth
17. Baby

Die Setliste stammt aus dem offiziellen Tourbuch.

## Konzerte
| Datum              | Stadt             | Land                   | Veranstaltungsort                           | verkaufte / verfügbare Karten | Einnahmen   |
| ------------------ | ----------------- | ---------------------- | ------------------------------------------- | ----------------------------- | ----------- |
| Nordamerika        |                   |                        |                                             |                               |             |
| 23. Juni 2010      | Hartford          | Vereinigte Staaten     | XL Center                                   | 13.132 / 13.132 (100 %)       | $385.790    |
| 24. Juni 2010      | Trenton           | Vereinigte Staaten     | Sun National Bank Center                    | 7.523 / 7.523 (100 %)         | $266.285    |
| 26. Juni 2010      | Cincinnati        | Vereinigte Staaten     | U.S. Bank Arena                             | 10.758 / 12.780 (90 %)        | $405.545    |
| 27. Juni 2010      | Milwaukee         | Vereinigte Staaten     | Summerfest                                  | 21.772 / 28.572 (86 %)        | $723.549    |
| 29. Juni 2010      | Minneapolis       | Vereinigte Staaten     | Target Center                               | 14.717 / 14.717 (100 %)       | $339.226    |
| 30. Juni 2010      | Des Moines        | Vereinigte Staaten     | Wells Fargo Arena                           | 9.399 / 9.650 (97 %)          | $232.560    |
| 2. Juli 2010       | Moline            | Vereinigte Staaten     | iWireless Center                            | 10.610 / 22.500 (58 %)        | $393.090    |
| 3. Juli 2010       | Omaha             | Vereinigte Staaten     | Qwest Center Omaha                          | 11.682 / 12.093 (94 %)        | $224.563    |
| 5. Juli 2010       | Grand Prairie     | Vereinigte Staaten     | Verizon Theatre at Grand Prairie            | 6.000 / 9.000 (66 %)          | $103.550    |
| 6. Juli 2010       | Tulsa             | Vereinigte Staaten     | BOK Center                                  | 12.993 / 12.993 (100 %)       | $384.810    |
| 8. Juli 2010       | Broomfield        | Vereinigte Staaten     | 1stBank Center                              | 6.207 / 6.207 (100 %)         | $315.185    |
| 10. Juli 2010      | West Valley City  | Vereinigte Staaten     | Maverik Center                              | 10.362 / 10.362 (100 %)       | $187.135    |
| 13. Juli 2010      | Everett           | Vereinigte Staaten     | Comcast Arena at Everett                    | 8.588 / 8.588 (100 %)         | $110.172    |
| 14. Juli 2010      | Portland          | Vereinigte Staaten     | Rose Garden Arena                           | 13.244 / 13.244(100 %)        | $345.598    |
| 17. Juli 2010      | Oakland           | Vereinigte Staaten     | Oracle Arena                                | 14.555 / 14.555 (100 %)       | $293.921    |
| 18. Juli 2010      | Reno              | Vereinigte Staaten     | Reno Events Center                          | 6.583 / 6.583 (100 %)         | $116.022    |
| 20. Juli 2010      | Los Angeles       | Vereinigte Staaten     | Nokia Theatre L.A. Live                     | 6.673 / 6.673 (100 %)         | $245.602    |
| 23. Juli 2010      | Paso Robles       | Vereinigte Staaten     | California Mid State Fair                   | 14.162 / 14.162 (100 %)       | $312.960    |
| 24. Juli 2010      | Las Vegas         | Vereinigte Staaten     | The AXIS                                    | 6.808 / 6.808 (100 %)         | $238.836    |
| 25. Juli 2010      | Glendale          | Vereinigte Staaten     | Jobing.com Arena                            | 13.818 / 13.818 (100 %)       | $256.446    |
| 28. Juli 2010      | Kansas City       | Vereinigte Staaten     | Sprint Center                               | 14.481 / 14.481 (100 %)       | $307.701    |
| 29. Juli 2010      | North Little Rock | Vereinigte Staaten     | Verizon Arena                               | 13.676 / 15.800 (83 %)        | $214.854    |
| 30. Juli 2010      | Boyne City        | Vereinigte Staaten     | Boyne Mountain                              | 5.750 / 5.750 (100 %)         | $180.567    |
| 31. Juli 2010      | Memphis           | Vereinigte Staaten     | FedExForum                                  | 13.750 / 14.750 (90 %)        | $407.795    |
| 1. August 2010     | Lafayette         | Vereinigte Staaten     | Cajundome                                   | 10.438 / 10.438 (100 %)       | $346.195    |
| 4. August 2010     | Orlando           | Vereinigte Staaten     | Amway Arena                                 | 12.225 / 12.225 (100 %)       | $235.713    |
| 5. August 2010     | Sunrise           | Vereinigte Staaten     | BankAtlantic Center                         | 14.104 / 14.104 (100 %)       | $141.848    |
| 8. August 2010     | Charlotte         | Vereinigte Staaten     | Time Warner Cable Arena                     | 15.263 / 15.263 (100 %)       | $256.795    |
| 9. August 2010     | Duluth            | Vereinigte Staaten     | Arena at Gwinnett Center                    | 10.588 / 10.588 (100 %)       | $313.420    |
| 11. August 2010    | Nashville         | Vereinigte Staaten     | Bridgestone Arena                           | 14.345 / 14.345 (100 %)       | $394.350    |
| 12. August 2010    | Indianapolis      | Vereinigte Staaten     | Conseco Fieldhouse                          | 14.490 / 14.490 (100 %)       | $239.505    |
| 14. August 2010    | Columbus          | Vereinigte Staaten     | Jerome Schottenstein Center                 | 14.056 / 14.056 (100 %)       | $348.820    |
| 15. August 2010    | Auburn Hills      | Vereinigte Staaten     | Palace of Auburn Hills                      | 15.667 / 15.667 (100 %)       | $502.008    |
| 21. August 2010    | Toronto           | Kanada                 | Air Canada Centre                           | 15.859 / 15.859 (100 %)       | $448.791    |
| 22. August 2010    | London            | Kanada                 | John Labatt Centre                          | 9.154 / 9.154 (100 %)         | $237.765    |
| 24. August 2010    | Ottawa            | Kanada                 | Scotiabank Place                            | 14.284 / 14.284 (100 %)       | $351.081    |
| 25. August 2010    | Albany            | Vereinigte Staaten     | Times Union Center                          | 12.536 / 12.536 (100 %)       | $361.464    |
| 27. August 2010    | Providence        | Vereinigte Staaten     | Dunkin’ Donuts Center                       | 9.679 / 9.679 (100 %)         | $241.009    |
| 28. August 2010    | Newark            | Vereinigte Staaten     | Prudential Center                           | 13.942 / 13.942 (100 %)       | $239.255    |
| 31. August 2010    | New York City     | Vereinigte Staaten     | Madison Square Garden                       | 14.529 / 14.529 (100 %)       | $378.946    |
| 1. September 2010  | Syracuse          | Vereinigte Staaten     | New York State Fair Grandstand              | 16.787 / 16.787 (100 %)       | $537.275    |
| 3. September 2010  | Essex Junction    | Vereinigte Staaten     | Champlain Valley Expo                       | 8.048 / 9.422 (85 %)          | $370.660    |
| 4. September 2010  | Allentown         | Vereinigte Staaten     | Allentown Fairgrounds                       | 10.242 / 10.242 (100 %)       | $489.858    |
| 5. September 2010  | Timonium          | Vereinigte Staaten     | Timonium Race Track                         | 12.540 / 12.540 (100 %)       | $295.650    |
| 14. September 2010 | Winnipeg          | Kanada                 | MTS Centre                                  | 12.422 / 12.422 (100 %)       | $436.175    |
| 16. September 2010 | Regina            | Kanada                 | Brandt Centre                               | 6.747 / 6.747 (100 %)         | $348.641    |
| 17. September 2010 | Saskatoon         | Kanada                 | Credit Union Centre                         | 13.059 / 13.059 (100 %)       | $349.066    |
| 19. September 2010 | Edmonton          | Kanada                 | Rexall Place                                | 13.874 / 13.874 (100 %)       | $280,140    |
| 20. September 2010 | Calgary           | Kanada                 | Pengrowth Saddledome                        | 13.893 / 13.893 (100 %)       | $508.161    |
| 8. Oktober 2010    | Honolulu          | Vereinigte Staaten     | Neal S. Blaisdell Center                    | 15.721 / 27.700 (61 %)        | $603.809    |
| 19. Oktober 2010   | Vancouver         | Kanada                 | Rogers Arena                                | 14.899 / 14.899 (100 %)       | $269.285    |
| 22. Oktober 2010   | Sacramento        | Vereinigte Staaten     | ARCO Arena                                  | 9.498 / 13.498 (70 %)         | $285.272    |
| 24. Oktober 2010   | Ontario           | Vereinigte Staaten     | Citizens Business Bank Arena                | 8.482 / 8.482 (100 %)         | $193.283    |
| 25. Oktober 2010   | Los Angeles       | Vereinigte Staaten     | Staples Center                              | 13.572 / 13.572 (100 %)       | $535.512    |
| 27. Oktober 2010   | Anaheim           | Vereinigte Staaten     | Honda Center                                | 11.882 / 11.882 (100 %)       | $490.781    |
| 28. Oktober 2010   | San José          | Vereinigte Staaten     | HP Pavilion at San Jose                     | 11.605 / 12.411 (94 %)        | $393.838    |
| 30. Oktober 2010   | San Diego         | Vereinigte Staaten     | Valley View Casino Center                   | 11.424 / 11.424 (100 %)       | $267.494    |
| 3. November 2010   | Oklahoma City     | Vereinigte Staaten     | Oklahoma City Arena                         | 11.702 / 12.316 (95 %)        | $274.602    |
| 5. November 2010   | San Antonio       | Vereinigte Staaten     | AT&T Center                                 | 14.663 / 14.663 (100 %)       | $318.098    |
| 6. November 2010   | Houston           | Vereinigte Staaten     | Toyota Center                               | 13.352 / 13.352 (100 %)       | $467.082    |
| 8. November 2010   | St. Louis         | Vereinigte Staaten     | Scottrade Center                            | 14.471 / 14.471 (100 %)       | $207.896    |
| 10. November 2010  | Louisville        | Vereinigte Staaten     | KFC Yum! Center                             | 15.943 / 15.943 (100 %)       | $374.638    |
| 11. November 2010  | Cleveland         | Vereinigte Staaten     | Wolstein Center                             | 10.431 / 10.616 (98 %)        | $229.266    |
| 13. November 2010  | Norfolk           | Vereinigte Staaten     | Norfolk Scope                               | 9.286 / 9.286 (100 %)         | $263.586    |
| 14. November 2010  | Philadelphia      | Vereinigte Staaten     | Wells Fargo Center                          | 15.614 / 15.614 (100 %)       | $613.257    |
| 16. November 2010  | Boston            | Vereinigte Staaten     | TD Garden                                   | 14.080 / 14.080 (100 %)       | $543.180    |
| 17. November 2010  | East Rutherford   | Vereinigte Staaten     | Izod Center                                 | 16.394 / 16.394 (100 %)       | $657.502    |
| 20. November 2010  | Atlantic City     | Vereinigte Staaten     | Boardwalk Hall                              | 13.481 / 13.481 (100 %)       | $503.831    |
| 22. November 2010  | Montreal          | Kanada                 | Bell Centre                                 | 16.260 / 16.260 (100 %)       | $412.580    |
| 23. November 2010  | Toronto           | Kanada                 | Air Canada Centre                           | 16.639 / 16.639 (100 %)       | $377.432    |
| 9. Dezember 2010   | Manchester        | Vereinigte Staaten     | Verizon Wireless Arena                      | 9.300 / 9.300 (100 %)         | $232.290    |
| 13. Dezember 2010  | Pittsburgh        | Vereinigte Staaten     | Consol Energy Center                        | 13.957 / 13.957 (100 %)       | $304.568    |
| 15. Dezember 2010  | Greensboro        | Vereinigte Staaten     | Greensboro Coliseum                         | 14.603 / 14.603 (100 %)       | $500.618    |
| 16. Dezember 2010  | Greenville        | Vereinigte Staaten     | BI-LO Center                                | 11.769 / 11.769 (100 %)       | $377.074    |
| 18. Dezember 2010  | Miami             | Vereinigte Staaten     | American Airlines Arena                     | 14.167 / 14.167 (100 %)       | $393.312    |
| 19. Dezember 2010  | Tampa             | Vereinigte Staaten     | St. Pete Times Forum                        | 14.270 / 14.270 (100 %)       | $489.300    |
| 22. Dezember 2010  | Birmingham        | Vereinigte Staaten     | Birmingham-Jefferson Convention Complex     | 13.773 / 13.773 (100 %)       | $367.628    |
| 23. Dezember 2010  | Atlanta           | Vereinigte Staaten     | Philips Arena                               | 14.045 / 14.045 (100 %)       | $423.881    |
| Europa             |                   |                        |                                             |                               |             |
| 4. März 2011       | Birmingham        | Vereinigtes Königreich | National Indoor Arena                       | 25.956 / 26.000               | –           |
| 5. März 2011       | Birmingham        | Vereinigtes Königreich | National Indoor Arena                       | 25.956 / 26.000               |             |
| 8. März 2011       | Dublin            | Irland                 | The O2                                      | 14.500 / 14.500               | –           |
| 11. März 2011      | Liverpool         | Vereinigtes Königreich | Echo Arena                                  | 11.908 / 12.000               | –           |
| 12. März 2011      | Newcastle         | Vereinigtes Königreich | Metro Radio Arena                           | 10.953 / 11.000               | –           |
| 14. März 2011      | London            | Vereinigtes Königreich | The O2 Arena                                | 16.020 / 17.620 (89 %)        | $581.519    |
| 16. März 2011      | London            | Vereinigtes Königreich | The O2 Arena                                | 16.020 / 17.620 (89 %)        | $581.519    |
| 17. März 2011      | London            | Vereinigtes Königreich | The O2 Arena                                | 16.020 / 17.620 (89 %)        | $581.519    |
| 21. März 2011      | Manchester        | Vereinigtes Königreich | Manchester Evening News Arena               | 10.575 / 10.575               | –           |
| 23. März 2011      | Sheffield         | Vereinigtes Königreich | Motorpoint Arena Sheffield                  | 10.000 / 10.000               | –           |
| 24. März 2011      | Nottingham        | Vereinigtes Königreich | Trent FM Arena                              | 9150 / 9.150                  | –           |
| 26. März 2011      | Oberhausen        | Deutschland            | König-Pilsener-Arena                        | 9.500 / 9.500                 | –           |
| 27. März 2011      | Rotterdam         | Niederlande            | Ahoy Rotterdam                              | 11.000 / 11.000               | –           |
| 29. März 2011      | Paris             | Frankreich             | Palais Omnisports de Paris-Bercy            | 12.350 / 12.350               | –           |
| 30. März 2011      | Antwerpen         | Belgien                | Sportpaleis                                 | 13.536 / 13.536 (100 %)       | $496.566    |
| 1. April 2011      | Herning           | Dänemark               | Jyske Bank Boxen                            | 10.567 / 10.690               | –           |
| 2. April 2011      | Berlin            | Deutschland            | O2 World Arena                              | 10.023 / 10.600               | –           |
| 5. April 2011      | Madrid            | Spanien                | Palacio de Deportes de la Comunidad         | 8.235 / 8.550                 | –           |
| 6. April 2011      | Barcelona         | Spanien                | Palau Sant Jordi                            | 9.236 / 9.860                 | –           |
| 8. April 2011      | Zürich            | Schweiz                | Hallenstadion                               | 12.242 / 13.000               | –           |
| 9. April 2011      | Mailand           | Italien                | Mediolanum Forum                            | 8.346 / 8.900                 | –           |
| Asien              |                   |                        |                                             |                               |             |
| 14. April 2011     | Tel Aviv          | Israel                 | Jarkon-Afek-Nationalpark                    | 14.789 / 21.500               | –           |
| 19. April 2011     | Kallang           | Singapur               | Singapore Indoor Stadium                    | 9.467 / 10.000                | –           |
| 21. April 2011     | Kuala Lumpur      | Malaysia               | Stadium Merdeka                             | 11.205 / 17.000               | –           |
| 23. April 2011     | Bogor             | Indonesien             | Sentul City International Convention Center | 10.500 / 10.500               | –           |
| Ozeanien           |                   |                        |                                             |                               |             |
| 26. April 2011     | Brisbane          | Australien             | Brisbane Entertainment Centre               | 11.065 / 11.065 (100 %)       | $651.750    |
| 28. April 2011     | Sydney            | Australien             | Acer Arena                                  | 29.481 / 29.481 (100 %)       | $692.460    |
| 2. Mai 2011        | Melbourne         | Australien             | Rod Laver Arena                             | 25.538 / 25.538 (100 %)       | $807.360    |
| 3. Mai 2011        | Melbourne         | Australien             | Rod Laver Arena                             | 25.538 / 25.538 (100 %)       | $807.360    |
| 5. Mai 2011        | Adelaide          | Australien             | Adelaide Entertainment Centre               | 10.000 / 10.000               | –           |
| 7. Mai 2011        | Perth             | Australien             | Burswood Dome                               | 13.900 / 13.900               | –           |
| Asien              |                   |                        |                                             |                               |             |
| 10. Mai 2011       | Pasay             | Philippinen            | SM Mall Of Asia Concert Grounds             | 13.145 / 15.000               | –           |
| 13. Mai 2011       | Hongkong          | Hongkong               | AsiaWorld-Arena                             | 10.971 / 11.150               | –           |
| 15. Mai 2011       | Taipeh            | Taiwan                 | Taipei Arena                                | 13.100 / 13.100               | –           |
| 18. Mai 2011       | Osaka             | Japan                  | Zepp Osaka                                  | 2.530 / 2.530                 | –           |
| 19. Mai 2011       | Tokio             | Japan                  | Nippon Budokan                              | 8.500 / 8.500                 | –           |
| Nordamerika        |                   |                        |                                             |                               |             |
| 30. September 2011 | Monterrey         | Mexiko                 | Arena Monterrey                             | 13.000 / 13.000               | –           |
| 1. Oktober 2011    | Mexiko-Stadt      | Mexiko                 | Foro Sol                                    | 94.449 / 106.028 (89 %)       | $827.190    |
| 2. Oktober 2011    | Mexiko-Stadt      | Mexiko                 | Foro Sol                                    | 94.449 / 106.028 (89 %)       | $827.190    |
| Südamerika         |                   |                        |                                             |                               |             |
| 5. Oktober 2011    | Rio de Janeiro    | Brasilien              | Estádio Olímpico João Havelange             | 46.533 / 57.189 (81 %)        | $518.920    |
| 6. Oktober 2011    | Rio de Janeiro    | Brasilien              | Estádio Olímpico João Havelange             | 46.533 / 57.189 (81 %)        | $518.920    |
| 8. Oktober 2011    | São Paulo         | Brasilien              | Estádio do Morumbi                          | 71.683 / 78.910 (91 %)        | $237.520    |
| 9. Oktober 2011    | São Paulo         | Brasilien              | Estádio do Morumbi                          | 71.683 / 78.910 (91 %)        | $237.520    |
| 10. Oktober 2011   | Porto Alegre      | Brasilien              | Estádio Beira-Rio                           | 20.698 / 48.675 (43 %)        | $462.800    |
| 12. Oktober 2011   | Buenos Aires      | Argentinien            | Estadio River Plate                         | 66.386 / 80.386 (86 %)        | $309.000    |
| 13. Oktober 2011   | Buenos Aires      | Argentinien            | Estadio River Plate                         | 66.386 / 80.386 (86 %)        | $309.000    |
| 15. Oktober 2011   | Santiago de Chile | Chile                  | Estadio Nacional                            | 71.457 / 73.000 (90 %)        | $302.000    |
| 17. Oktober 2011   | Lima              | Peru                   | Lima Estadio Nacional                       | 18.923 / 33.769 (80 %)        | $216.450    |
| 19. Oktober 2011   | Caracas           | Venezuela              | Estadio de Fútbol de la USB                 | 13.039 / 15.591 (84 %)        | $ 287.670   |
| INSGESAMT          | INSGESAMT         | INSGESAMT              | INSGESAMT                                   | 798.690 / 821.197 (80 %)      | $53.341.886 |

## Aufzeichnungen und Übertragungen
Alle Konzerte wurden zur Übertragung auf eine Leinwand für die hinteren Reihen gefilmt, jedoch nur aus einer Perspektive. Das Konzert in New York City am 31. August 2010 wurde mit verschiedenen Kameras und aus verschiedenen Perspektiven für Biebers 3D-Film Justin Bieber: Never Say Never gefilmt.
Das Konzert am 8. Oktober 2011 in São Paulo, Brasilien wurde ebenfalls mit verschiedenen Kameras und aus verschiedenen Perspektiven gefilmt. Später wurde es in Brasilien im Fernsehen ausgestrahlt, allerdings wurden ein paar Lieder ausgelassen.